# Edward Gibson

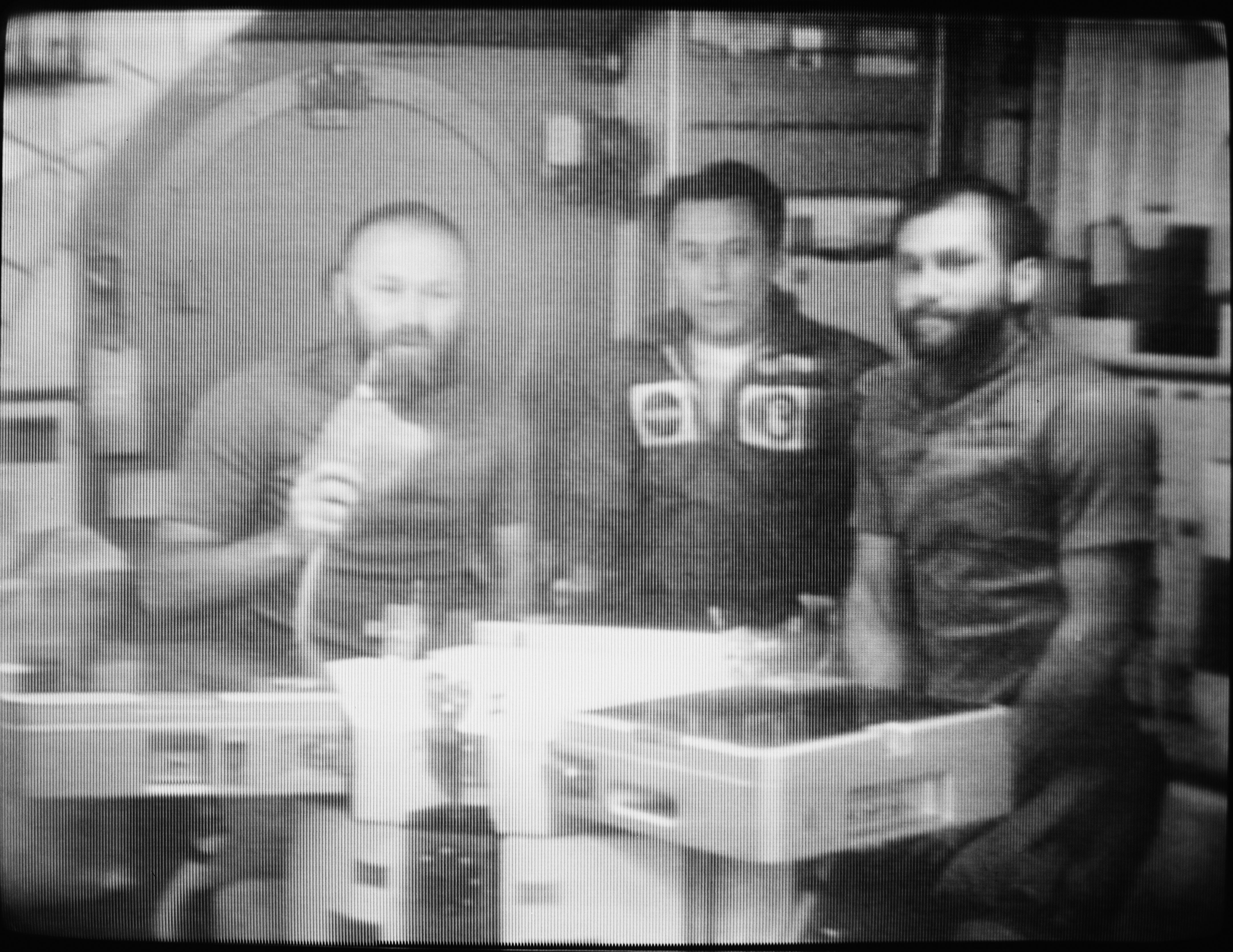
Załoga misji Skylab SL 4 podczas konferencji z dr Lubošem Kohoutkiem – odkrywcą komety obserwowanej przez astronautów. Od lewej: Gerald Carr, Edward Gibson i William Pogue

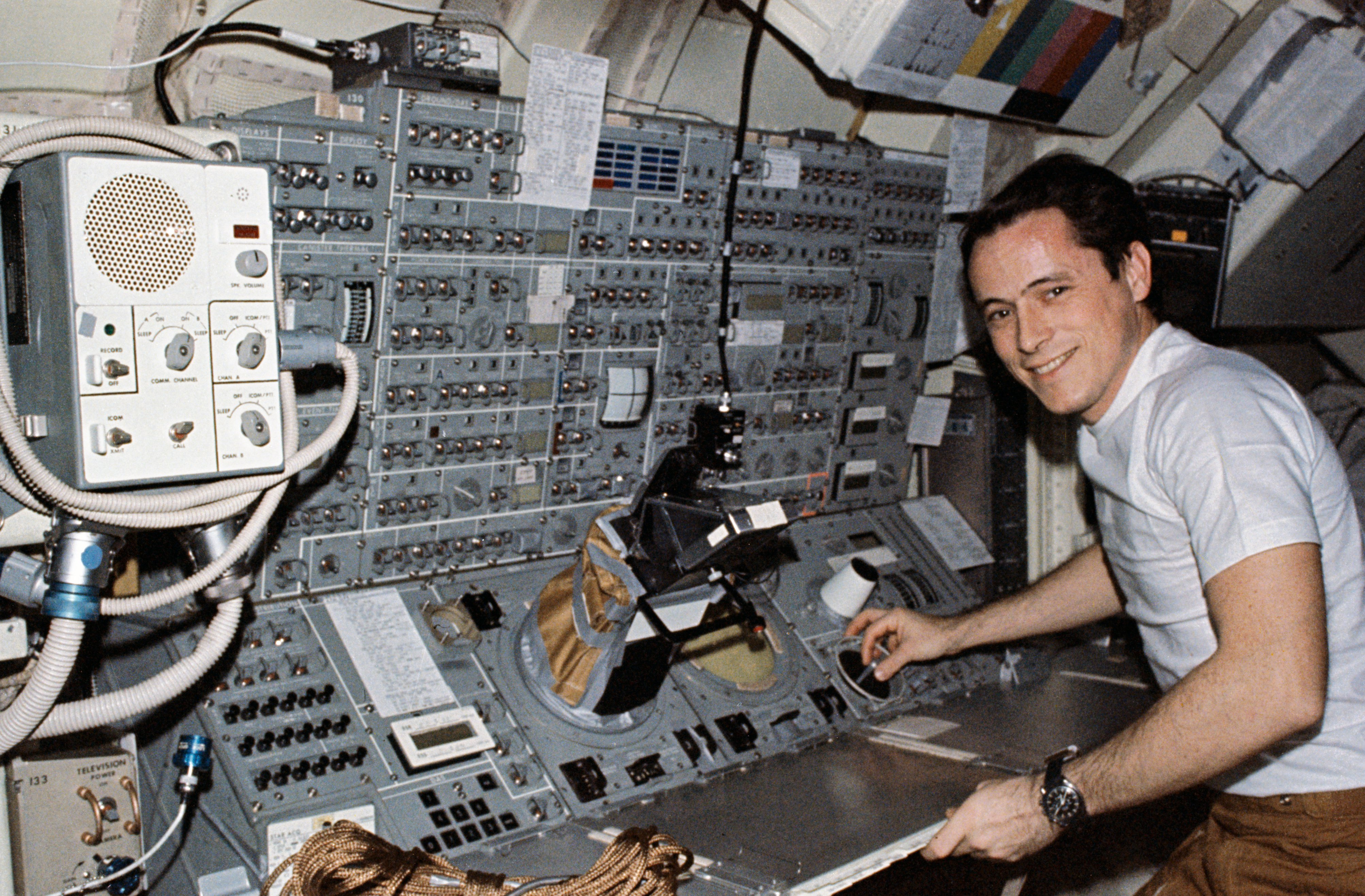
Edward Gibson przy konsoli teleskopu ATM

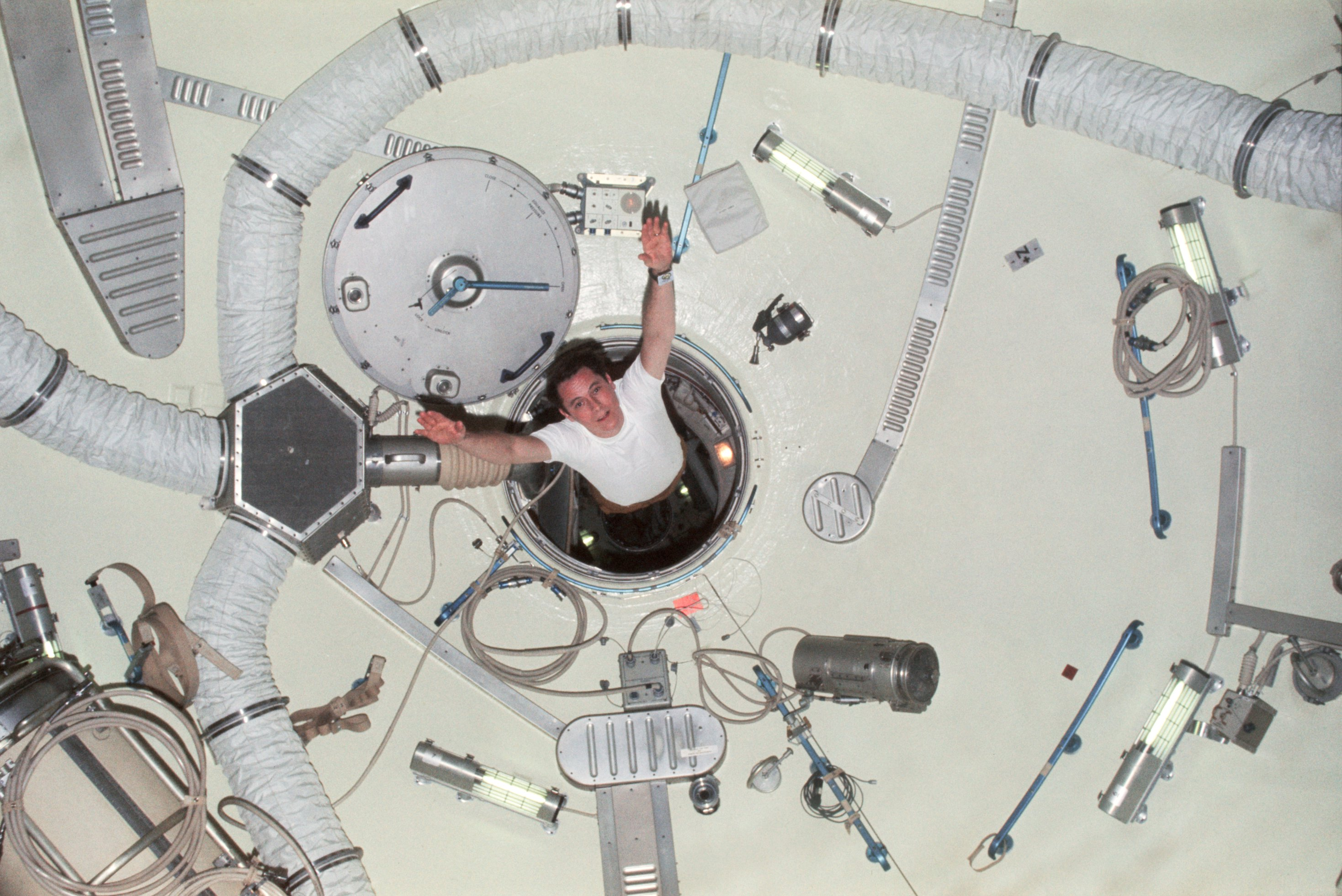
Edward Gibson demonstruje efekty stanu nieważkości we wnętrzu stacji Skylab

Edward George Gibson (ur. 8 listopada 1936 w Buffalo) – amerykański astronauta, doktor inżynier.

## Wykształcenie
Szkołę średnią (Senior High School) ukończył w Kenmore w stanie Nowy Jork.
- 1959 – został absolwentem Uniwersytetu Rochester, otrzymując licencjat z inżynierii. Następnie, przygotowując się do uzyskania magisterium, zajmował się pracą naukowo-badawczą w dziedzinie napędu odrzutowego i fizyki klasycznej w California Institute of Technology (Caltech) w Pasadenie.
- 1960 – uzyskał tytuł magistra inżyniera (specjalizacja – napęd odrzutowy) w Caltech.
- Czerwiec 1964 – w tej samej uczelni uzyskał tytuł doktora w dziedzinie inżynierii i fizyki.
- Od czerwca 1964 do czasu przyjęcia do Korpusu Astronautów NASA pracował w laboratoriach badawczych firmy Philco w Newport Beach w Kalifornii.

## Kariera astronauty
- 29 czerwca 1965 – zakwalifikował się do czwartej grupy astronautów NASA (NASA 4). W jej skład weszło sześciu naukowców.
- 1966 – ukończył w bazie Williams (Williams Air Force Base) w Arizonie szkolenie lotnicze na samolocie T-38, uzyskując status pilota samolotów odrzutowych. W sumie jako pilot wylatał ponad 4000 godzin, z czego 2200 na samolotach z napędem odrzutowym.
- Listopad 1969 – podczas lotu statku kosmicznego Apollo 12 wchodził w skład naziemnej załogi wspierającej oraz był jednym z operatorów łączności (CapCom) w centrum kontroli lotów w Houston. Był pierwszym astronautą-naukowcem, któremu powierzono jakiekolwiek zadanie w ramach realizowanej misji kosmicznej.
  - Następnie uczestniczył w konstruowaniu i testowaniu szeregu elementów stacji kosmicznej Skylab. Został też wyznaczony do załogi podstawowej trzeciej wyprawy na tę stację. Pierwotnie lot miał trwać 56 dni, ale ostatecznie został wydłużony do 84.
- 16 listopada 1973 – 8 lutego 1974 – uczestniczył w misji kosmicznej Skylab 4.
- Grudzień 1974 – zrezygnował z pracy w NASA.
- Marzec 1977 – powrócił do NASA. W Biurze Astronautów w Johnson Space Center był szefem ds. selekcji i treningu kandydatów na astronautów–naukowców.
- Listopad 1982 – definitywnie odszedł z NASA.

### Skylab 4
16 listopada 1973 jako pilot-naukowiec wystartował na pokładzie pojazdu Apollo do trzeciej załogowej misji na stację kosmiczną Skylab. Lot otrzymał oznaczenie SL-4. Pozostałymi członkami załogi byli: Gerald Carr – dowódca wyprawy i William Pogue – pilot statku. Osiem godzin po starcie kapsuła statku Apollo przycumowała do stacji orbitalnej. Podczas 84-dniowej misji astronauci wykonali obszerny program badań naukowych. Prowadzili m.in. obserwacje Komety Kohoutka oraz Słońca. Wykonali ok. 75 000 zdjęć obu tych obiektów. Ponadto załoga stacji wykonała ok. 20 000 fotografii powierzchni Ziemi. Podczas lotu astronauci czterokrotnie wychodzili na zewnątrz stacji orbitalnej, ustanawiając m.in. rekord długości przebywania w otwartej przestrzeni kosmicznej. Gibson trzykrotnie opuszczał stację: 22 listopada 1973 – na 6,5 godziny, 29 grudnia – na 3,5 godziny i 3 lutego 1974 – na blisko 5,5 godziny. Ponadto załoga wyprawy SL-4 jako pierwsza w historii załogowych lotów kosmicznych powitała na orbicie Nowy Rok.
Ta rekordowa misja wyróżniła się jeszcze z innego powodu. Załoga w czasie lotu bowiem była apatyczna, małomówna i z trudem realizowała zaplanowane zadania. Takiego zachowania nie odnotowano podczas wcześniejszych lotów załogowych zarówno amerykańskich, jak i radzieckich.
8 lutego 1974 kapsuła z astronautami wodowała na Oceanie Spokojnym. Załogę i statek kosmiczny podjęła na pokład jednostka ratownicza – uderzeniowy okręt desantowy USS „New Orleans”. Po powrocie na Ziemię okazało się, że każdemu z astronautów przybyło prawie 2 cm wzrostu.

## Po opuszczeniu NASA
- Grudzień 1974 – został starszym pracownikiem naukowym Aerospace Corporation w Los Angeles, gdzie zajmował się analizą danych o aktywności Słońca, które uzyskano dzięki stacji orbitalnej Skylab.
- 1976–1977 – przez blisko rok był konsultantem naukowo-technicznym ds. laboratorium kosmicznego Skylab w firmie ERNO Raumfahrttechnik GmbH. w Republice Federalnej Niemiec.
- Po ostatecznym rozstaniu z NASA w 1982 przez kilka lat pełnił funkcje menedżerskie w Booz, Allen and Hamilton, Inc. Kierował również Muzeum Nauki i Przemysłu w Oregonie (Oregon Museum of Science and Industry).
- 1990 – założył własną firmę konsultingową, Gibson International Corp.
- Później został także wiceprezesem Science Applications International Corporation, przedsiębiorstwa należącego do sektora wojskowego.

## Odznaczenia i nagrody
- NASA Distinguished Service Medal (1974)
- NASA Space Flight Medal (1974)
- Robert J. Collier Trophy (1974)
- Doktorat honorowy Wagner College, Staten Island New York (1974)
- Doktorat  honorowy University of Rochester (1974)
- Dr Robert H. Goddard Memorial Trophy (1975)
- FAI De La Vaulx Medal (1975)
- Dyplom FAI im. Władimira M. Komarowa (1975)
- American Astronautical Society's Flight Achievement Award (1976)
- AIAA Haley Astronautics Award (1976)
- Nagroda Fundacji im. Alexandra von Humboldta dla starszego pracownika naukowego ze Stanów Zjednoczonych (1976)
- JSC Special Achievement Award (1978)
- Wprowadzenie do Panteonu Sławy Astronautów (United States Astronaut Hall of Fame) (1997)
- Universal Astronaut Insignia za lot orbitalny (nr 67) – Stowarzyszenie Uczestników Lotów Kosmicznych (Association of Space Explorers(inne języki))[1]

## Publikacje książkowe
- The Quiet Sun – książka poświęcona fizyce Słońca
- Introduction to Space: The Science of Spaceflight (współautor) – monografia
- Reach (1989) – powieść
- In the Wrong Hands (1992) – powieść
- The Greatest Adventure (redaktor) – antologia o tematyce kosmicznej

## Dane lotu
| Lot kosmiczny, w którym uczestniczył Edward Gibson                       | Lot kosmiczny, w którym uczestniczył Edward Gibson | Lot kosmiczny, w którym uczestniczył Edward Gibson | Lot kosmiczny, w którym uczestniczył Edward Gibson | Lot kosmiczny, w którym uczestniczył Edward Gibson | Lot kosmiczny, w którym uczestniczył Edward Gibson |
| Data startu                                                              | Data lądowania                                     | Statek kosmiczny                                   | Funkcja                                            | Czas trwania                                       |                                                    |
| ------------------------------------------------------------------------ | -------------------------------------------------- | -------------------------------------------------- | -------------------------------------------------- | -------------------------------------------------- | -------------------------------------------------- |
| 16 listopada 1973                                                        | 8 lutego 1974                                      | Skylab 4                                           | Pilot-naukowiec                                    | 84 dni 1 godzina 15 minut i 32 sekundy             |                                                    |
| Łączny czas spędzony w kosmosie – 84 dni 1 godzina 15 minut i 32 sekundy |                                                    |                                                    |                                                    |                                                    |                                                    |